# Spinotarsus silvarum
Spinotarsus silvarum är en mångfotingart som beskrevs av Kraus 1960. Spinotarsus silvarum ingår i släktet Spinotarsus och familjen Odontopygidae. Inga underarter finns listade i Catalogue of Life.